# Take Away The Colour (’95 Reconstruction)
A Take Away The Colour ('95 Reconstruction) a brit euro disco előadó ICE MC első, és egyetlen kimásolt kislemeze az Ice' n' green – The Remix Album című lemezről. Az album az eredeti Ice' n' green lemez dalainak remix változatait tartalmazza. A dal eredeti változata 1993-ban jelent meg.
A Maxi CD-n, valamint a 12-es bakelit lemezen helyet kapott egy Megamix is, mely az előadó korábbi dalainak mixe, hosszabb és rövidebb változatban.

## Megjelenések
12"  Németország Polydor 851 577-1
- A	Take Away The Colour ('95 Reconstruction) - 5:27
- B	Megamix (Extended Version) - 8:44

CD Single  Egyesült Államok ZYX 66021-8
- Take Away The Colour (Original LP Version) - 3:25
- Take Away The Colour ('95 Reconstruction) - 5:27
- Megamix (Extended Version) - 8:44
- (Think About The Way, Take Away The Colour, It's A Rainy Day)
- Take Away The Colour ('95 Reconstruction Short) - 3:59
- Take Away The Colour (Rob.X Remix) - 6:14

## Slágerlista

### Legmagasabb helyezések
| Slágerlista (1995)             | Legmagasabb helyezés |
| ------------------------------ | -------------------- |
| Finnország (Singlet Top 20)    | 16                   |
| Franciaország (Single Top 100) | 31                   |

## Külső hivatkozások
- '95 Reconstructon videóklip a YouTube-on[7]
- '93-as eredeti változat klipje[8]